# 알루엣

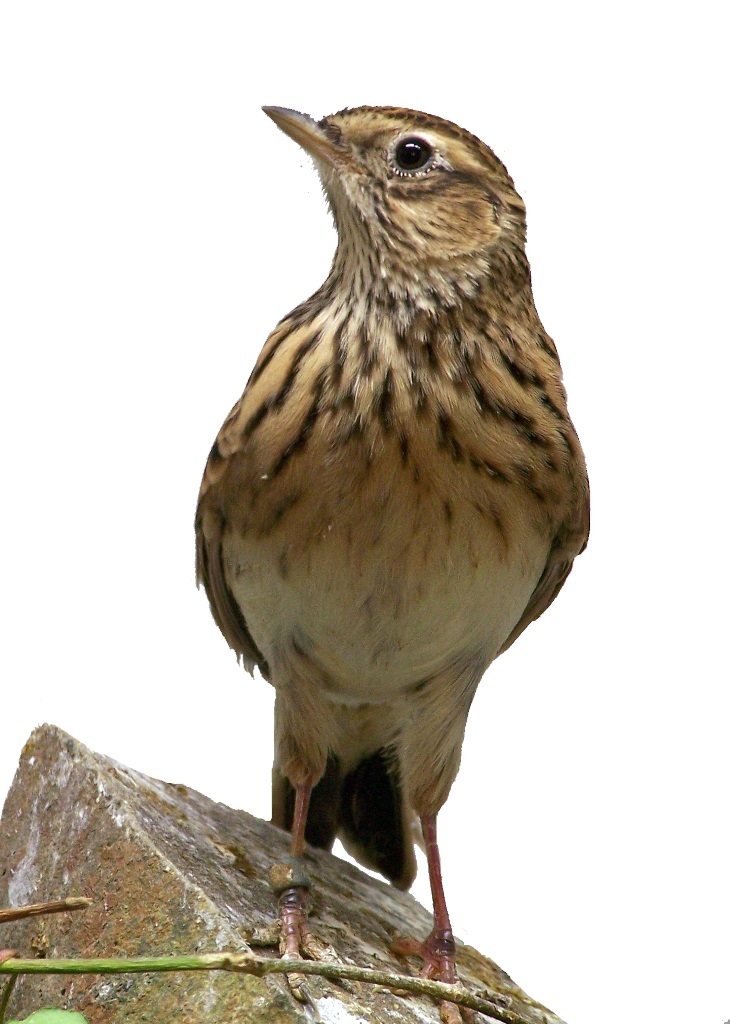

알루엣은 종달새의 깃털을 뽑는 것을 내용으로 하는 프랑스 동요이다. 제1차 세계대전 당시 프랑스로 파병된 미군들이 본국에 이 노래를 전파시켰다.

## 가사
Alouette, gentille Alouette
종달새야, 착한 종달새야
Alouette, je te plumerai
종달새야, 네 깃털을 뽑겠어
Je te plumerai la tête 
네 깃털을 뽑겠어 네 머리 깃털을
(Je te plumerai la tête)
(네 깃털을 뽑겠어 네 머리 깃털을)
Et la tête 
그리고 네 머리 깃털을
(Et la tête)
(그리고 네 머리 깃털을)
Alouette
종달새야
(Alouette)
(종달새야)
O-o-o-oh
Alouette, gentille Alouette
Alouette, je te plumerai
Je te plumerai le bec
네 깃털을 뽑겠어 네 부리를
(Je te plumerai le bec)
Et le bec
(Et le bec)
Et la tête
(Et la tête)
Alouette
(Alouette)
O-o-o-oh
노래는 새로운 부위가 계속 나오고 이전에 나온 부위는 마지막에 다시 나오는 형식으로 계속 진행된다.
- Et le cou 

그리고 네 목을
- Et le dos 

그리고 네 등을
- Et les ailes

그리고 네 날개를
- Et les pattes 

그리고 네 발을
- Et la queue 

그리고 네 꼬리를
La Conclusion
끝
O-o-o-o-oh
Alouette, gentille Alouette
종달새야, 착한 종달새야
Alouette, je te plumerai
종달새야, 네 깃털을 뽑겠어

## 타 언어
스페인어
스페인어 버전:
Alondrita, gentil alondrita
te desplumare el copete
Alondra는 남미에서 종달새를 부르는 이름이다.

## 같이 보기
- Montreal Alouettes